# Juncus elbrusicus
Juncus elbrusicus är en tågväxtart som beskrevs av Anatol I. Galushko. Juncus elbrusicus ingår i släktet tåg, och familjen tågväxter. Inga underarter finns listade i Catalogue of Life.